# Diecezja Mossoró
Diecezja Mossoró (łac. Dioecesis Mossorensis) – diecezja Kościoła rzymskokatolickiego w Brazylii. Należy do metropolii Natal wchodzi w skład regionu kościelnego Nordeste II. Została erygowana przez papieża Piusa XI bullą Pro Ecclesiarum omnium w dniu 28 lipca 1934.